# Quart Primera
Quart Primera (sovint abreujat 4t1a o 4t 1a) és un grup de música barceloní.
L'estil de 4t1a és un pop de la quotidianitat amb reminiscències folk, com els joglars medievals. El grup no se centra tant en la part lírica de la cançó com en la melòdica, d'influències anglosaxones. El grup va començar a cantar sense micròfons, a viva veu, i a abaixar el so dels instruments, i a poc a poc tota la creació musical va créixer en funció de tocar en aquestes condicions. Un volum baix però suficient per sentir els matisos de totes les veus i instruments, i també per sentir respirar el públic, com un grup d'amics escoltant música en directe al saló de casa seva. Aquestes maneres de fer marquen molt la música que produeixen.

## Membres
La banda actualment està formada per quatre membres:
- Pere Jou - guitarra, teclats i veu
- Juan Pablo Balcázar: baix i contrabaix
- Joan Canals: piano
- Carlos Falanga: bateria

## Discografia
| • El capità poc i altres herois urbans (autoeditat) (2010) |
| ---------------------------------------------------------- |
|                                                            |

| • El món en un cafè (2010) |
| --- |
| 1. Doctor 2. 8 punts 3. Foc 4. Segona mà 5. El Capità Poc 6. Mal de cap 7. El món en un cafè 8. El porquet 9. La maria és un animal 10. 100 anys |

| • Pel·lícules (2012) |
| --- |
| 1. Una estranya situació 2. Bellesa assassina 3. Cada moviment 4. Caminem junts 5. Potser ja és l'hora 6. Silenciós i pacient 7. La llum s'acaba 8. El teu amant 9. No passa res 10. Suècia 11. Per què no deixaràs de tenir por? 12. El meu radar 13. Una estranya situació (acústica) |

| • Neurones a la punta d'un iceberg (2015) |
| --- |
| 1. Les cinc trenta-cinc 2. Tu (o com cantar-te i no fer el ridícul) 3. Un bon lloc 4. Agafa'm la mà 5. Cap paraula 6. Rostres estranys 7. Jo avui 8. Tot va bé 9. Tanca els ulls 10. Tot va bé (Radio edit) 11. Dret a caure |